# Ogonis
Os ogonis são um povo nativo que vive em uma área de cerca de 100.000 km², a leste de Porto Harcourt, no estado de Rivers, na Nigéria.